# Thiers-sur-Thève

Thiers-sur-Thève este o comună în departamentul Oise, Franța. În 1 ianuarie 2022 avea o populație de 1.086 de locuitori.